# 48a edició dels Premis Sant Jordi de Cinematografia
La gala de la 48a edició dels Premis Sant Jordi de Cinematografia va tenir lloc el 27 d'abril de 2004. Com en anys anteriors, un jurat compost per diversos crítics i periodistes cinematogràfics de Barcelona va decidir mitjançant votació els qui eren els destinataris dels premis Sant Jordi que Ràdio Nacional d'Espanya-Ràdio 4 (RNE) concedeix anualment al cinema espanyol i estranger en els diferents apartats competitius i que en aquesta edició distingien a les pel·lícules estrenades al llarg de l'any 2004.
La gala es va celebrar al Palau de la Música Catalana.

## Premis Sant Jordi

### Premis competitius
| Categoria                              | Premiat            | Labor premiada                                |
| -------------------------------------- | ------------------ | --------------------------------------------- |
| Millor pel·lícula espanyola            | My life without me | Pel·lícula                                    |
| Millor actor en pel·lícula espanyola   | Joan Dalmau        | Soldados de Salamina                          |
| Millor actriu en pel·lícula espanyola  | Laia Marull        | Te doy mis ojos                               |
| Millor òpera prima                     | Pablo Berger       | Torremolinos 73                               |
| Millor película estrangera             | Mystic River       | Pel·lícula                                    |
| Millor actor en película estrangera    | Edward Norton      | 25th Hour                                     |
| Millor actriu en pel·lícula estrangera | Julianne Moore     | Lost in Translation Girl with a Pearl Earring |

### Premis honorífics
| Categoria                           | Premiat                     | Labor premiada              |
| ----------------------------------- | --------------------------- | --------------------------- |
| Premi a la trajectòria professional | Eloy de la Iglesia          | Trajectòria cinematogràfica |
| Premi especial del Jurat            | Crònica d'una mirada de TV3 | Pel seu treball de formació |
| Alberto Iglesias                    | Compositor                  |                             |

## Roses de Sant Jordi
Una vegada més es van lliurar les dues roses de Sant Jordi, premis concedits per votació popular entre els oïdors de Ràdio 4 seguidors del programa Va de cine de Conxita Casanovas, que recompensen a les que el públic considera millors pel·lícules nacional i estrangera.
| Categoria                    | Premiat          |
| ---------------------------- | ---------------- |
| Millor pel·lícula espanyola  | Te doy mis ojos  |
| Millor pel·lícula estrangera | Good bye, Lenin! |